# Takaki Kanehiro
El barón Takaki Kanehiro (高木 兼寛?  30 de octubre de 1849 – 12 de abril de 1920)  fue un médico naval japonés. Es conocido por su trabajo en la prevención del beriberi, una enfermedad causada por deficiencia de vitaminas que afectaba a la marina japonesa, causada por una dieta basada casi exclusivamente en arroz.

## Primeros años de vida
Nació en Takaoka-cho en la provincia de Hyūga (actualmente Prefectura de Miyazaki). Fue el hijo de un vasallo de samurái del dominio de Satsuma. Estudió medicina china cuando era joven y fungió como médico en la Guerra Boshin. Más tarde estudió ciencias médicas occidentales con el médico británico William Willis (en Japón entre 1861 y 1881). Takaki ingresó en la Armada Imperial Japonesa con el rango de oficial médico en 1872. Fue enviado a Gran Bretaña para estudiar medicina en 1875 e hizo una pasantía en la Escuela de Medicina del St Thomas's Hospital, ahora parte del King's College de Londres. Regresó a Japón en 1880.

## Investigación sobre el beriberi
En aquella época el beriberi era considerado un padecimiento endémico de Japón, era un problema grave en los buques de guerra y afectaba la eficiencia naval. Takaki Kanehiro sabía que el beriberi no era común en las armadas occidentales. También observó que los oficiales navales japoneses cuya dieta consistía en diversos tipos de verduras y carne, rara vez sufrían de beriberi. Por otra parte, la enfermedad era común entre la tripulación general, cuya dieta consistía casi exclusivamente en arroz blanco, el cual se les proporcionaba gratuitamente mientras que otros alimentos debían comprarse. Muchos tripulantes de orígenes pobres tenían que enviar dinero a sus familias, por lo que intentaban ahorrar dinero comiendo sólo arroz.
En 1883, Takaki se enteró de una alta incidencia de beriberi entre los cadetes de una misión de entrenamiento que iba de Japón a Hawái con escalas en Nueva Zelanda y Sudamérica que duró nueve meses. En el navío, 169 hombres de 376  desarrollaron la enfermedad y 25 murieron. Takaki hizo una petición al emperador Meiji para financiar un experimento con una dieta mejorada para los marineros que incluía más cebada, carne, leche, pan y verduras. El experimento fue exitoso y en 1884 otra misión cubrió la misma ruta pero y solo se detectaron dieciséis casos de beriberi entre 333 marineros. Este experimento convenció a la Armada Imperial Japonesa de que la mala alimentación era el factor principal del beriberi, y la enfermedad pronto fue eliminada de la flota.
Takaki Kanehiro hizo el exitoso experimento diez años antes de que Christiaan Eijkman que en el entonces trabajaba en Batavia, presentara su teoría de que el beriberi era causado por una deficiencia nutricional y que posteriormente identificara que se trataba de la vitamina B1, lo que le valió el Premio Nobel de Fisiología o Medicina en 1929.
Si bien Takaki logró establecer claramente que la causa se debía a problemas nutricionales, entraba en conflicto con la idea predominante entre los investigadores médicos, que el beriberi era una enfermedad infecciosa. El Ejército Imperial Japonés, dominado por Mori Ōgai y otros médicos de la Universidad Imperial de Tokio, persistió en la creencia de que el beriberi era una enfermedad infecciosa y se negó a implementar un remedio durante décadas. En la guerra ruso-japonesa de 1904-1905, más de 200 000 soldados sufrieron beriberi: 27 000 de ellos murieron, en comparación con 47 000 muertes en combate.
En 1905 recibió el título de danshaku (barón) dentro el sistema nobiliario kazoku por su contribución a la eliminación del beriberi de la Armada Imperial Japonesa, y también fue galardonado con la Orden del Sol Naciente (primera clase). Más tarde fue apodado cariñosamente "el Barón de la cebada".
En enero de 1881 fundó la sociedad médica Sei-I-Kwai. En mayo de 1881, fundó la Sei-I-Kwai Koshujo (Escuela de Formación Médica Sei-I-Kwai), actual Facultad de Medicina de la Universidad Jikei. Fue la primera facultad de medicina privada de Japón y fue la primera en Japón en tener estudiantes que diseccionaban cadáveres humanos.
Takaki fue reconocido póstumamente al nombrar una península en su honor en la Antártida en las coordenadas 65°33′S 64°34′O / -65.550, -64.567, llamado Promontorio de Takaki. Es la única península en la Antárida que recibe su nombre por una persona de Japón.